# Coppa panamericana femminile under 23 di pallavolo 2014
La Coppa panamericana femminile under 23 di pallavolo 2014, 2ª edizione dell'omonima competizione femminile di pallavolo, si è svolta dal 7 al 13 settembre 2014 a Ica e Chincha Alta, in Perù: al torneo hanno partecipato otto squadre nazionali under 23 nordamericane e sudamericane e la vittoria finale è andata per la seconda volta consecutiva alla Rep. Dominicana.

## Impianti
|                                                                      |                                                                       |  |
|                                                                      |                                                                       |  |
| Coliseo José Oliva Razzeto Città: Ica Capienza: - Anno d'apertura: - | Coliseo Mauro Mina Città: Chincha Alta Capienza: - Anno d'apertura: - |  |

## Regolamento

### Formula
Le squadre hanno disputato una prima fase a gironi con formula del girone all'italiana; al termine della prima fase:
- Le prime tre classificate di ogni girone hanno acceduto alla fase finale per il primo posto, strutturata in quarti di finale, a cui hanno partecipato solo la seconda e la terza classificata, semifinali, finale per il terzo posto e finale.
- L'ultima classificata di ogni girone e le due eliminate ai quarti di finale della fase finale per il primo posto hanno acceduto alla fase finale per il quinto posto, strutturata in semifinali, finale per il settimo posto e finale per il quinto posto.

### Criteri di classifica
Se il risultato finale è stato di 3-0 sono stati assegnati 5 punti alla squadra vincente e 0 a quella sconfitta, se il risultato finale è stato di 3-1 sono stati assegnati 4 punti alla squadra vincente e 1 a quella sconfitta, se il risultato finale è stato di 3-2 sono stati assegnati 3 punti alla squadra vincente e 2 a quella sconfitta.
L'ordine del posizionamento in classifica è stato definito in base a:
- Numero di partite vinte;
- Punti;
- Ratio dei set vinti/persi;
- Ratio dei punti realizzati/subiti;
- Risultati degli scontri diretti.

## Squadre partecipanti
| Squadra           | Qualificazione      | Ultima partecipazione |
| ----------------- | ------------------- | --------------------- |
| Argentina         | -                   | Perù 2012             |
| Colombia          | -                   | Perù 2012             |
| Costa Rica        | -                   | Perù 2012             |
| Cuba              | -                   | Perù 2012             |
| Messico           | -                   | Debutto               |
| Perù              | Paese organizzatore | Perù 2012             |
| Rep. Dominicana   | -                   | Perù 2012             |
| Trinidad e Tobago | -                   | Debutto               |

## Torneo

### Fase a gironi
| Girone A          | Girone B        |
| ----------------- | --------------- |
| Argentina         | Colombia        |
| Messico           | Costa Rica      |
| Perù              | Cuba            |
| Trinidad e Tobago | Rep. Dominicana |

#### Girone A

##### Risultati
| 7 settembre 2014 Coliseo José Oliva Razzeto, Ica Durata: 1h:07 - Spettatori: 1 000 | Argentina         | 3 - 0 | Messico           | 25-9, 25-22, 25-18                |
| 7 settembre 2014 Coliseo José Oliva Razzeto, Ica Durata: 0h:58 - Spettatori: 2 500 | Perù              | 3 - 0 | Trinidad e Tobago | 25-7, 25-15, 25-18                |
| 8 settembre 2014 Coliseo José Oliva Razzeto, Ica Durata: 1h:01 - Spettatori: 250   | Trinidad e Tobago | 0 - 3 | Argentina         | 14-25, 10-25, 16-25               |
| 8 settembre 2014 Coliseo José Oliva Razzeto, Ica Durata: 2h:10 - Spettatori: 1 500 | Perù              | 3 - 2 | Messico           | 22-25, 25-23, 23-25, 25-23, 18-16 |
| 9 settembre 2014 Coliseo José Oliva Razzeto, Ica Durata: 1h:08 - Spettatori: 350   | Messico           | 3 - 0 | Trinidad e Tobago | 25-17, 25-13, 25-17               |
| 9 settembre 2014 Coliseo José Oliva Razzeto, Ica Durata: 2h:13 - Spettatori: 3 000 | Perù              | 3 - 2 | Argentina         | 22-25, 25-27, 25-22, 29-27, 15-11 |

##### Classifica
| Pos | Squadra           | Pt | G | V | P | SV | SP | Ratio | PF  | PS  | Ratio |
| --- | ----------------- | -- | - | - | - | -- | -- | ----- | --- | --- | ----- |
| 1   | Perù              | 11 | 3 | 3 | 0 | 9  | 4  | 2,250 | 304 | 264 | 1,152 |
| 2   | Argentina         | 12 | 3 | 2 | 1 | 8  | 3  | 2,667 | 262 | 205 | 1,278 |
| 3   | Messico           | 7  | 3 | 1 | 2 | 5  | 6  | 0,833 | 236 | 235 | 1,004 |
| 4   | Trinidad e Tobago | 0  | 3 | 0 | 3 | 0  | 9  | 0,000 | 127 | 225 | 0,564 |

#### Girone B

##### Risultati
| 7 settembre 2014 Coliseo Mauro Mina, Chincha Alta Durata: 1h:14 - Spettatori: 300 | Cuba            | 3 - 0 | Colombia        | 25-20, 25-23, 25-22              |
| 7 settembre 2014 Coliseo Mauro Mina, Chincha Alta Durata: 0h:56 - Spettatori: 350 | Costa Rica      | 0 - 3 | Rep. Dominicana | 8-25, 13-25, 13-25               |
| 8 settembre 2014 Coliseo Mauro Mina, Chincha Alta Durata: 1h:48 - Spettatori: 250 | Colombia        | 3 - 2 | Rep. Dominicana | 20-25, 25-19, 22-25, 27-25, 15-6 |
| 8 settembre 2014 Coliseo Mauro Mina, Chincha Alta Durata: 0h:56 - Spettatori: 180 | Cuba            | 3 - 0 | Costa Rica      | 25-10, 25-15, 25-15              |
| 9 settembre 2014 Coliseo Mauro Mina, Chincha Alta Durata: 1h:09 - Spettatori: 350 | Colombia        | 3 - 0 | Costa Rica      | 25-23, 25-21, 25-17              |
| 9 settembre 2014 Coliseo Mauro Mina, Chincha Alta Durata: 0h:49 - Spettatori: 500 | Rep. Dominicana | 0 - 3 | Cuba            | 25-27, 23-25, 19-25              |

##### Classifica
| Pos | Squadra         | Pt | G | V | P | SV | SP | Ratio | PF  | PS  | Ratio |
| --- | --------------- | -- | - | - | - | -- | -- | ----- | --- | --- | ----- |
| 1   | Cuba            | 15 | 3 | 3 | 0 | 9  | 0  | MAX   | 227 | 172 | 1,320 |
| 2   | Colombia        | 8  | 3 | 2 | 1 | 6  | 5  | 1,200 | 249 | 236 | 1,055 |
| 3   | Rep. Dominicana | 7  | 3 | 1 | 2 | 5  | 6  | 0,833 | 242 | 220 | 1,100 |
| 4   | Costa Rica      | 0  | 3 | 0 | 3 | 0  | 9  | 0,000 | 135 | 225 | 0,600 |

### Finali 1º e 3º posto
|  | Quarti | Quarti          | Quarti |  |  | Semifinali | Semifinali      | Semifinali |  |                 | Finale          | Finale          | Finale |
|  |        |                 |        |  |  |            |                 |            |  |                 |                 |                 |        |
|  |        |                 |        |  |  | 1A         | Perù            | 1          |  |                 |                 |                 |        |
|  |        |                 |        |  |  | 1A         | Perù            | 1          |  |                 |                 |                 |        |
|  |        |                 |        |  |  | 2B         | Colombia        | 3          |  |                 |                 |                 |        |
|  | 2B     | Colombia        | 3      |  |  | 2B         | Colombia        | 3          |  |                 |                 |                 |        |
|  | 2B     | Colombia        | 3      |  |  |            |                 |            |  |                 |                 |                 |        |
|  | 3A     | Messico         | 1      |  |  |            |                 |            |  |                 |                 |                 |        |
|  | 3A     | Messico         | 1      |  |  |            |                 |            |  | 2B              | Colombia        | 1               |        |
|  |        |                 |        |  |  |            |                 |            |  | 2B              | Colombia        | 1               |        |
|  |        |                 |        |  |  |            |                 |            |  |                 | 3B              | Rep. Dominicana | 3      |
|  |        |                 |        |  |  |            |                 |            |  |                 | 3B              | Rep. Dominicana | 3      |
|  |        |                 |        |  |  |            |                 |            |  |                 |                 |                 |        |
|  |        |                 |        |  |  |            |                 |            |  |                 |                 |                 |        |
|  |        |                 |        |  |  | 1B         | Cuba            | 2          |  | Finale 3° posto | Finale 3° posto | Finale 3° posto |        |
|  |        |                 |        |  |  | 1B         | Cuba            | 2          |  |                 |                 |                 |        |
|  |        |                 |        |  |  | 3B         | Rep. Dominicana | 3          |  |                 | 1A              | Perù            | 1      |
|  | 2A     | Argentina       | 0      |  |  |            | Rep. Dominicana | 3          |  |                 | 1A              | Perù            | 1      |
|  | 2A     | Argentina       | 0      |  |  |            |                 |            |  | 1B              | Cuba            | 3               |        |
|  | 3B     | Rep. Dominicana | 3      |  |  |            |                 |            |  |                 | Cuba            | 3               |        |
|  | 3B     | Rep. Dominicana | 3      |  |  |            |                 |            |  |                 |                 |                 |        |

#### Quarti di finale
| 11 settembre 2014 Coliseo José Oliva Razzeto, Ica Durata: 1h:41 - Spettatori: 100 | Colombia  | 3 - 1 | Messico         | 21-25, 25-23, 27-25, 25-17 |
| 11 settembre 2014 Coliseo José Oliva Razzeto, Ica Durata: 1h:06 - Spettatori: 300 | Argentina | 0 - 3 | Rep. Dominicana | 17-25, 18-25, 17-25        |

#### Semifinali
| 12 settembre 2014 Coliseo José Oliva Razzeto, Ica Durata: 1h:54 - Spettatori: 1 000 | Cuba | 2 - 3 | Rep. Dominicana | 25-18, 25-23, 24-26, 22-25, 12-15 |
| 12 settembre 2014 Coliseo José Oliva Razzeto, Ica Durata: 1h:46 - Spettatori: 2 500 | Perù | 1 - 3 | Colombia        | 26-28, 26-24, 21-25, 21-25        |

#### Finale 3º posto
| 13 settembre 2014 Coliseo José Oliva Razzeto, Ica Durata: 1h:32 - Spettatori: 2 000 | Cuba | 3 - 1 | Perù | 25-21, 25-16, 19-25, 25-17 |

#### Finale
| 13 settembre 2014 Coliseo José Oliva Razzeto, Ica Durata: 1h:49 - Spettatori: 1 000 | Rep. Dominicana | 3 - 1 | Colombia | 24-26, 27-25, 25-23, 25-11 |

### Finali 5º e 7º posto
|  | Semifinali        | Semifinali        | Semifinali |            |                   | Finale 5º posto   | Finale 5º posto | Finale 5º posto |  |
|  |                   |                   |            |            |                   |                   |                 |                 |  |
|  | Trinidad e Tobago | Trinidad e Tobago | 0          |            |                   |                   |                 |                 |  |
|  | Trinidad e Tobago | Trinidad e Tobago | 0          |            |                   |                   |                 |                 |  |
|  | Argentina         | Argentina         | 3          |            |                   |                   |                 |                 |  |
|  | Argentina         | Argentina         | 3          |            | Trinidad e Tobago | Trinidad e Tobago | 1               |                 |  |
|  |                   |                   |            |            | Trinidad e Tobago | Trinidad e Tobago | 1               |                 |  |
|  |                   |                   | Costa Rica | Costa Rica | 3                 |                   |                 |                 |  |
|  | Costa Rica        | Costa Rica        | Costa Rica | Costa Rica | 3                 | 0                 |                 |                 |  |
|  | Costa Rica        | Costa Rica        |            |            |                   | 0                 |                 |                 |  |
|  | Messico           | Messico           | 3          |            |                   | Finale 7º posto   | Finale 7º posto | Finale 7º posto |  |
|  | Messico           | Messico           | 3          |            |                   |                   |                 |                 |  |
|  |                   |                   |            |            |                   |                   |                 |                 |  |
|  |                   |                   |            |            |                   | Argentina         | Argentina       | 2               |  |
|  |                   |                   |            |            |                   | Argentina         | Argentina       | 2               |  |
|  |                   |                   |            |            |                   | Messico           | Messico         | 3               |  |

#### Semifinali
| 12 settembre 2014 Coliseo Mauro Mina, Chincha Alta Durata: 1h:04 - Spettatori: 200 | Trinidad e Tobago | 0 - 3 | Argentina | 11-25, 14-25, 18-25 |
| 12 settembre 2014 Coliseo Mauro Mina, Chincha Alta Durata: 1h:07 - Spettatori: 175 | Costa Rica        | 0 - 3 | Messico   | 12-25, 18-25, 18-25 |

#### Finale 7º posto
| 13 settembre 2014 Coliseo Mauro Mina, Chincha Alta Durata: 1h:44 - Spettatori: 50 | Trinidad e Tobago | 1 - 3 | Costa Rica | 25-19, 22-25, 21-25, 17-25 |

#### Finale 5º posto
| 13 settembre 2014 Coliseo Mauro Mina, Chincha Alta Durata: 2h:56 - Spettatori: 50 | Argentina | 2 - 3 | Messico | 20-25, 25-16, 25-23, 23-25, 13-15 |

## Classifica finale
| Pos     | Squadra           | Rosa |
| ------- | ----------------- | --- |
| Oro     | Rep. Dominicana   | Formazione: 1 J. Martínez, 3 González, 4 Peralta, 7 García, 8 N. Martínez, 9 Hinojosa, 14 Pérez, 15 Toribio, 16 Peña, 17 L. Martínez, 19 Rosario, 20 B. Martínez, CT: Pacheco |
| Argento | Colombia          | Formazione: 1 A. Coneo, 2 Soto, 4 Martínez, 6 Segovia, 9 Pinto, 10 Arrechea, 12 Montaño, 13 Gómez, 14 Angulo, 15 Marín, 17 G. Coneo, 18 Vargas, CT: Marasciulo                |
| Bronzo  | Cuba              | Formazione: 2 Gracia, 3 Pérez, 4 Vargas, 5 Casanova, 9 Luis, 11 Moreno, 14 Sánchez, 15 Vílchez, 16 Diáz, 17 Hernández, 18 Matienzo, 19 Álvarez, CT: Gala                      |
| 4       | Perù              | Formazione: 2 Olemar, 3 Uribe, 4 Cuba, 5 Almeida, 7 Urrutia, 8 Frías, 9 Regalado, 11 Yllescas, 12 Leyva, 13 Villacorta, 16 Abreu, 19 Guerrero, CT: Málaga                     |
| 5       | Messico           | Formazione: 2 Moreno, 3 Reséndiz, 5 Rangel, 9 Segura, 10 Sainz, 13 Crespo, 15 Urías, 16 Bañuelos, 17 Flores, 20 Valle, 21 Solís, 22 Chávez, CT: Azair                         |
| 6       | Argentina         | Formazione: 1 Bosio, 2 Frangella, 3 Nosach, 5 Enrique, 6 Hiruela, 7 Tassara, 9 Verasio, 12 Martínez, 14 Bulaich, 15 Vera, 16 Fabiani, 17 Bulgarella, CT: Nazabal              |
| 7       | Costa Rica        | Formazione: 2 Picado, 7 Muñoz, 11 D. Vargas, 12 Sayles, 13 Murillo, 15 Carazo, 16 Hines, 17 Alfaro, 18 Sibaja, 20 Campos, 22 Cedeño, 23 M. Vargas, CT: Bastit                 |
| 8       | Trinidad e Tobago | Formazione: 1 Cruickshank, 2 Collins, 3 Thompson, 5 R. Young, 7 Herbert, 8 K. Young, 9 Ramey, 10 De Mille, 11 York, 12 Leon, 17 Grannum, 18 Jones, CT: Ali                    |

## Premi individuali
| Premio                 | Nome                  | Squadra         |
| ---------------------- | --------------------- | --------------- |
| MVP                    | Brayelin Martínez     | Rep. Dominicana |
| Miglior realizzatrice  | Brayelin Martínez     | Rep. Dominicana |
| Miglior servizio       | Regla Gracia          | Cuba            |
| Miglior difesa         | Camila Gómez          | Colombia        |
| Miglior ricevitrice    | Camila Gómez          | Colombia        |
| Miglior palleggiatrice | María Alejandra Marín | Colombia        |
| Miglior opposto        | Melissa Vargas        | Cuba            |
| Miglior schiacciatrice | Brayelin Martínez     | Rep. Dominicana |
| Miglior schiacciatrice | Camila Hiruela        | Argentina       |
| Miglior centrale       | Andrea Urrutia        | Perù            |
| Miglior centrale       | Jineiry Martínez      | Rep. Dominicana |
| Miglior libero         | Camila Gómez          | Colombia        |